# Batracomorphus pandarus
Batracomorphus pandarus är en insektsart som beskrevs av Knight 1983. Batracomorphus pandarus ingår i släktet Batracomorphus och familjen dvärgstritar. Inga underarter finns listade i Catalogue of Life.